# サッカーグアム女子代表
サッカーグアム女子代表（サッカーグアムじょしだいひょう）は、グアムサッカー協会(GFA)によって編成されるサッカーのナショナルチーム。アジアサッカー連盟(AFC)および東アジアサッカー連盟(EAFF)所属。ワールドカップ、オリンピックをはじめとするワールドワイドの大会への出場経験はない。アジアカップにおいても、2003年度を最後に本大会への出場がない事、またFIFAランキングでランク外に置かれた事もあり、代表チームや女子サッカーへの熱意の衰えが懸念される。監督は日本出身の小倉咲子（SAKIKO OGUR@）が務めている。
2012年7月の東アジアカップ2013予選大会を前に、「Masakåda」（チャモロ語で「勇敢な女性」の意味）という愛称が付与されている。

## ワールドカップの成績
- 1991 - 不参加
- 1995 - 不参加
- 1999 - 予選敗退
- 2003 - 予選敗退
- 2007 - 予選敗退
- 2011 - 不参加
- 2015 - 不参加
- 2019 - 予選出場辞退

## オリンピックの成績
- 1996 - 不参加
- 2000 - 予選敗退
- 2004 - 予選敗退
- 2008 - 不参加
- 2012 - 不参加
- 2016 - 不参加

## AFC女子アジアカップの成績
| 開催年 | 結果               | 試合         | 勝利         | 引分         | 敗戦         | 得点         | 失点         |
| ------ | ------------------ | ------------ | ------------ | ------------ | ------------ | ------------ | ------------ |
| 1975   | 不参加             | 不参加       | 不参加       | 不参加       | 不参加       | 不参加       | 不参加       |
| 1977   | 不参加             | 不参加       | 不参加       | 不参加       | 不参加       | 不参加       | 不参加       |
| 1979   | 不参加             | 不参加       | 不参加       | 不参加       | 不参加       | 不参加       | 不参加       |
| 1981   | 不参加             | 不参加       | 不参加       | 不参加       | 不参加       | 不参加       | 不参加       |
| 1983   | 不参加             | 不参加       | 不参加       | 不参加       | 不参加       | 不参加       | 不参加       |
| 1986   | 不参加             | 不参加       | 不参加       | 不参加       | 不参加       | 不参加       | 不参加       |
| 1989   | 不参加             | 不参加       | 不参加       | 不参加       | 不参加       | 不参加       | 不参加       |
| 1991   | 不参加             | 不参加       | 不参加       | 不参加       | 不参加       | 不参加       | 不参加       |
| 1993   | 不参加             | 不参加       | 不参加       | 不参加       | 不参加       | 不参加       | 不参加       |
| 1995   | 不参加             | 不参加       | 不参加       | 不参加       | 不参加       | 不参加       | 不参加       |
| 1997   | グループリーグ敗退 | 3            | 0            | 0            | 3            | 0            | 32           |
| 1999   | グループリーグ敗退 | 4            | 1            | 0            | 3            | 2            | 31           |
| 2001   | グループリーグ敗退 | 4            | 0            | 0            | 4            | 1            | 34           |
| 2003   | グループリーグ敗退 | 4            | 0            | 0            | 4            | 2            | 15           |
| 2006   | 予選敗退           | 予選敗退     | 予選敗退     | 予選敗退     | 予選敗退     | 予選敗退     | 予選敗退     |
| 2008   | 不参加             | 不参加       | 不参加       | 不参加       | 不参加       | 不参加       | 不参加       |
| 2010   | 不参加             | 不参加       | 不参加       | 不参加       | 不参加       | 不参加       | 不参加       |
| 2014   | 不参加             | 不参加       | 不参加       | 不参加       | 不参加       | 不参加       | 不参加       |
| 2018   | 予選出場辞退       | 予選出場辞退 | 予選出場辞退 | 予選出場辞退 | 予選出場辞退 | 予選出場辞退 | 予選出場辞退 |
| 合計   | 4/18               | 15           | 1            | 0            | 14           | 5            | 112          |

## E-1フットボールチャンピオンシップの成績
- 2005 - 不参加
- 2008 - 予選敗退
- 2010 - 予選敗退
- 2013 - 予選敗退
- 2015 - 予選敗退
- 2017 - 予選敗退

## FIFAランキング
- 2003年から公表。現在は原則として3ヶ月ごとに発表される

（参考:FIFA女子ランキング）
| 発表年月日     | 順位         | 変動         | AFC内 ランク | 変動         |
| -------------- | ------------ | ------------ | ------------ | ------------ |
| 2003年7月16日  | 66位         | --           | 13位         | --           |
| 2003年8月29日  | 67位         | ↓            | 13位         | →            |
| 2003年10月24日 | 67位         | →            | 13位         | →            |
| 2003年12月15日 | 66位         | ↑            | 13位         | →            |
| 2004年3月15日  | 66位         | →            | 13位         | →            |
| 2004年6月7日   | 68位         | ↓            | 13位         | →            |
| 2004年8月30日  | 68位         | →            | 13位         | →            |
| 2004年12月20日 | 69位         | ↓            | 13位         | →            |
| 2005年3月25日  | 69位         | →            | 13位         | →            |
| 2005年6月24日  | 72位         | ↓            | 13位         | →            |
| 2005年9月16日  | 72位         | →            | 13位         | →            |
| 2005年12月21日 | 72位         | →            | 13位         | →            |
| 2006年3月17日  | 73位         | ↓            | 14位         | ↓            |
| 2006年5月19日  | 72位         | ↑            | 14位         | →            |
| 2006年9月15日  | 73位         | ↓            | 14位         | →            |
| 2006年12月22日 | 75位         | ↓            | 14位         | →            |
| 2007年3月16日  | 76位         | ↓            | 14位         | →            |
| 2007年6月15日  | 77位         | ↓            | 15位         | ↓            |
| 2007年10月5日  | 82位         | ↓            | 16位         | ↓            |
| 2007年12月21日 | 81位         | ↑            | 16位         | →            |
| 2008年3月21日  | 79位         | ↑            | 14位         | ↑            |
| 2008年6月6日   | 77位         | ↑            | 15位         | ↓            |
| 2008年9月5日   | 76位         | ↑            | 14位         | ↑            |
| 2008年12月19日 | 77位         | ↓            | 14位         | →            |
| 2009年3月27日  | （ランク外） | （ランク外） | （ランク外） | （ランク外） |
| 2009年6月26日  | （ランク外） | （ランク外） | （ランク外） | （ランク外） |
| 2009年9月25日  | 71位         | ↑            | 15位         | ↓            |
| 2009年12月18日 | 64位         | ↑            | 15位         | →            |

- 2006年からオーストラリアがAFCに転籍したため、AFC内ランクにも影響がある。
- 2008年から暫定ランキングチームがFIFAランクの集計外となったため、ランクの変動に影響がある。

## 選手
2008年度東アジアサッカー選手権予選 (2007年7月1日〜5日)時　招集メンバー
GK
- キャラリン・カント (Caralyn Canto)
- オリヴィア・ベネット・ジョンソン (Olivia Benet Johnson)

DF
- キュン・ヒークァン (Kyung Hi Quan)
- シャーナ・マリー・スピンデル (Shana Marie Spindel)
- ターニャ・ジョリーン・ブラス＝クルス (Tanya Joleen Blas-Cruz)
- アシュリー・ロバトン・ベサガール (Ashley Lobaton Besagar)
- アンジェリカ・クレール・ペレス (Anjelica Claire Perez)
- ダニエル・マリー・ラパダス (Danielle Marie Rapadas)
- エリッサ・ニコル・レマプ (Elyssa Nicole Lemapu)

MF
- エイミー・リネット・アトキンソン (Amy Lynette Atkinson)
- ジョイ・レネー・アバリントス (Joi Renee Abarintos)
- デイダー・マリー・ウィークリー (Deidre Marie Weakley)
- サイモン・ニコル・ウィルター (Simone Nichole Willter)
- ジェブラ・リン・ナバーン (Gebra Lynn Naburn)
- アイカ・アンナ・ヤング (Aika Anna Young)

FW
- ヴィクトリア・ジャディーン・シミズ (Victoria Jadine Shimizu)
- クリスティン・レネー・トンプソン (Kristin Renee Thompson)
- アンバー・ロバトン・レベーナ (Amber Lobaton Rabena)